# Antonio Massidda
Antonio Martino Massidda (Sassari, 21 novembre 1804 – ...) è stato un generale italiano, veterano della prima guerra d'indipendenza italiana che tra l'11 agosto 1867 e il 16 luglio 1869 fu comandante del Corpo dei Carabinieri Reali.

## Biografia
Nacque a Sassari il 21 novembre 1804, figlio del cavaliere Pietro Paolo e di donna Speranza Sini del Maestre.  Arruolatosi nell'Armata sarda il 13 marzo 1819 divenne Cadetto Guardia in soprannumero del Corpo delle Guardie di Sua Maestà, combattendo contro i rivoltosi a Novara nel 1821. Sottotenente di fanteria il 12 marzo 1822, passò all'arma di cavalleria il 6 febbraio 1824, divenendo sottotenente in soprannumero presso il Reggimento "Cavalleggeri di Piemonte" ed entrò in servizio permanente effettivo il 5 febbraio 1827. Fu promosso tenente il 19 gennaio 1829, venendo trasferito al Reggimento "Nizza Cavalleria" il 3 gennaio 1832, e divenne primo tenente il 20 marzo 1836. Dieci giorni dopo entrò in servizio nel Reggimento "Savoia Cavalleria", fu promosso capitano il 1 aprile 1838, e divenne maggiore il 7 settembre 1847, assegnato al Reggimento "Aosta Cavalleria". Partecipò alla prima guerra d'indipendenza italiana (1848-1849) e promosso colonnello il 5 maggio 1849 in forza al Reggimento "Nizza Cavalleria", il 3 gennaio 1850 ne divenne comandante effettivo. Il 24 maggio dello stesso anno assunse il comando del Reggimento "Cavalleggeri di Sardegna", venendo insignito della Croce di Cavaliere dell'ordine dei Santi Maurizio e Lazzaro il 31 gennaio 1851. Il 1 luglio 1853 fu nominato comandante del Corpo dei Carabinieri Reali di stanza in Sardegna, venendo promosso maggior generale il 26 giugno 1859. Membro del comitato del Corpo dei Carabinieri dal 27 ottobre 1861, fu promosso luogotenente generale il 19 gennaio 1862 e nominato giudice del Tribunale supremo di guerra il 22 aprile 1866. Divenne Comandante del Corpo dei Carabinieri Reali l'11 agosto 1867. Fu collocato a riposo, dietro sua domanda, il 16 luglio 1869. Era sposato con donna Speranza Arborio Mella di Sant'Elia.

### Fonti
1. ↑  Ilari, Shamà 2008, p. 319.
2. 1 2 3  Carbone 2013, p. 113.
3. 1 2 3 4 5 6 7 8 9 10 11 12 13 14 15 16 17  Carbone 2013, p. 114.